# Matt O'Connor
Matthew "Matt" O'Connor, född 14 februari 1992, är en kanadensisk professionell ishockeymålvakt som spelar för Ottawa Senators i National Hockey League (NHL). Han har tidigare spelat på lägre nivåer för Boston University Terriers (Boston University) i National Collegiate Athletic Association (NCAA) och Youngstown Phantoms i United States Hockey League (USHL).
O'Connor blev aldrig draftad av någon NHL-organisation.